# Bergkoeskoes
De bergkoeskoes (Phalanger carmelitae) is een zoogdier uit de familie van de koeskoezen (Phalangeridae). De wetenschappelijke naam van de soort werd voor het eerst geldig gepubliceerd door Oldfield Thomas in 1898.

## Kenmerken
P. carmelitae heeft een chocoladekleurige vacht, op sommige grijze dieren uit Zuidoost-Nieuw-Guinea na. Bij de wortel van de (naakte) staart zitten harde knobbels. Vaak is er een witte staartpunt aanwezig. Vrouwtjes zijn meestal groter dan mannetjes. De kop-romplengte bedraagt 370 tot 431 mm, de staartlengte 310 tot 365 mm, de achtervoetlengte 40 tot 57 mm, de oorlengte 19 tot 24 mm en het gewicht 1700 tot 2600 g.

## Leefwijze
Deze soort eet vruchten, bloem en bladeren.

## Verspreiding
Deze soort komt voor in de bergen van Nieuw-Guinea, van 1400 tot 3660 m hoogte. In de Centrale Cordillera bereikt de bergkoeskoes meestal slechts een hoogte van 3000 m, terwijl het dier op het Huon-schiereiland tot op 3660 m voorkomt, misschien door de afwezigheid van Phalanger sericeus aldaar.

## Ondersoorten
Er worden twee ondersoorten erkend:
- Phalanger carmelitae carmelitae (Thomas, 1898) – komt voor in het Hoogland van Nieuw-Guinea.
- Phalanger carmelitae coccygis (Thomas, 1922) – komt voor op het Huonschiereiland.